# HMS Tiara
Le HMS Tiara (pennant number : P351) est un sous-marin de la classe T en service dans la Royal Navy. Il a été construit à l’arsenal de Portsmouth. Sa quille fut posée le 8 avril 1943 et il fut lancé le 18 avril 1944. Cependant, la guerre a pris fin avant qu’il ne soit terminé, et il est arrivé à Dover Industries pour démolition en juin 1947. Son sister-ship le HMS Thor a été mis à l’eau le même jour à l’arsenal de Portsmouth. Il n’a pas été achevé non plus. S’il était entré en service, le HMS Tiara aurait été le premier (et jusqu’à ce jour, le seul) navire de la Royal Navy à porter le nom de Tiara (en français : tiare).

## Conception
Les sous-marins de la classe S se sont avérés trop petits pour des opérations lointaines. Il fallut mettre en chantier la classe T qui avait 21 mètres de longueur en plus et un déplacement de 1000 tonnes. Alors que les bâtiments de la classe S avaient seulement six tubes lance-torpilles d'étrave, ceux de la classe T en avaient huit, dont deux dans un bulbe d'étrave, plus deux autres dans la partie mince de la coque au milieu du navire.